# Annectocyma tubulosa
Annectocyma tubulosa är en mossdjursart som först beskrevs av Busk 1875.  Annectocyma tubulosa ingår i släktet Annectocyma och familjen Annectocymidae. Inga underarter finns listade i Catalogue of Life.